# شهبانوی شمشیرها
شهبانوی شمشیرها (انگلیسی: Queen of Swords) یک مجموعهٔ تلویزیونی اکشن-ماجراجویی-وسترن کانادایی است که در سال ۲۰۰۰ منتشر شد. پس از اتمام فیلمبرداری در ۲۲ قسمت و انتشار هشت قسمت نخست، پخش سریال لغو شد.

## گزیدهٔ بازیگران
- تسی سانتیاگو
- آنتونی لمکه
- السا پاتاکی
- پیتر وینگفیلد
- پائولینا گالوس
- ولنتاین پلکا